# Yushe
Yushe (榆社县,  Yúshè Xiàn) ist ein chinesischer Kreis der bezirksfreien Stadt Jinzhong im Osten der Provinz Shanxi. Die Fläche beträgt 1.693 Quadratkilometer und die Einwohnerzahl 111.714 (Stand: Zensus 2020).
Der Fuxiang-Tempel (Fuxiang si 福祥寺) und der Chongsheng-Tempel (Chongsheng si 崇圣寺) stehen auf der Liste der Denkmäler der Volksrepublik China.
Das Fossilienmuseum des Kreises Yushe (Yushe xian huashi bowuguan) stellt im Yushe-Becken entdeckte Fossilien aus dem Pliozän aus.